# Aljezur (freguesia)
Aljezur es una freguesia portuguesa del municipio del mismo nombre, Aljezur. Tiene 167,36 km² de área y 2687 habitantes (2001). Densidad: 16,1 hab/km².

## Patrimonio
- Castillo de Aljezur

- Datos: Q2012553
- Multimedia: Aljezur / Q2012553

1. ↑  Worldpostalcodes.org,código postal n.º 8670.